# Liste der Biografien/Log
Liste der Biografien |
Portal Biografien |
Personensuche
# |
A |
B |
C |
D |
E |
F |
G |
H |
I |
J |
K |
L |
M |
N |
O |
P |
Q |
R |
S |
T |
U |
V |
W |
X |
Y |
Z |
?
 
La |
Lb |
Lc |
Le |
Lg |
Lh |
Li |
Lj |
Ll |
Lm |
Lo |
Lp |
Lt |
Lu |
Lv |
Lw |
Lx |
Ly |
Lz
 
Loa |
Lob |
Loc |
Lod |
Loe |
Lof |
Log |
Loh |
Loi |
Loj |
Lok |
Lol |
Lom |
Lon |
Loo |
Lop |
Loq |
Lor |
Los |
Lot |
Lou |
Lov |
Low |
Loy |
Loz
Die Liste der Biografien führt alle Personen auf, die in der deutschsprachigen Wikipedia einen Artikel haben. Dieses ist eine Teilliste mit 166 Einträgen von Personen, deren Namen mit den Buchstaben „Log“ beginnt.

## Log

### Loga
- Loga, Cornelia von (* 1979), deutsche Politikerin (CDU), MdL
- Loga, Hermann von (1859–1911), Gutsbesitzer, preußischer Politiker
- Loga, Rose (* 2002), französische Hammerwerferin
- Loga, Sven von (* 1961), deutscher Geologe, Buchautor und Fotograf
- Loga-Sowiński, Ignacy (1914–1992), polnischer Politiker, Mitglied des Sejm
- Logaivau, Ilisoni (* 1993), fidschianischer Fußballspieler
- Logan, Adella Hunt (1863–1915), US-amerikanische Hochschullehrerin und Suffragette
- Logan, Bellina (* 1966), US-amerikanische Schauspielerin
- Logan, Bennie (* 1989), US-amerikanischer American-Football-Spieler
- Logan, Boone (* 1984), US-amerikanischer Baseballspieler
- Logan, Bruce (1886–1965), britischer Ruderer
- Logan, Cammy (* 2002), schottischer Fußballspieler
- Logan, Daniel (* 1987), neuseeländisch-māorischer SchauspielerDaniel Logan (* 1987)

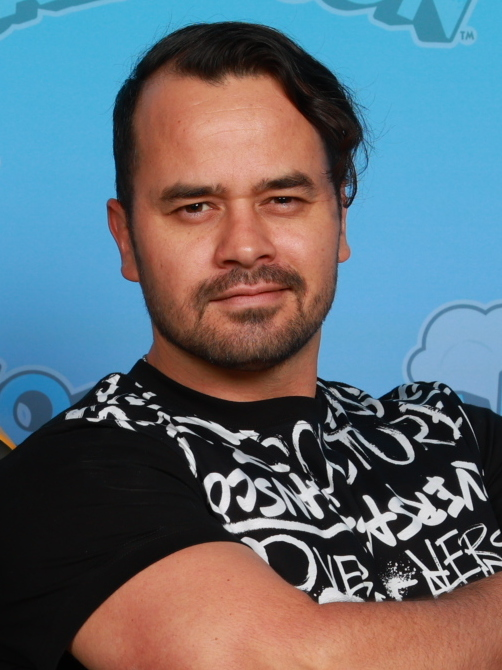
Daniel Logan (* 1987)

- Logan, David (* 1982), US-amerikanisch-polnischer Basketballspieler
- Logan, Deborah Norris (1761–1839), britisch-US-amerikanische Historikerin, Memoirenschreiberin und Quäkerin
- Logan, Devin (* 1993), US-amerikanische Freestyle-Skisportlerin
- Logan, Edward Lawrence (1875–1939), US-amerikanischer General und Politiker
- Logan, Elle (* 1987), US-amerikanische Ruderin
- Logan, Freddie (1930–2003), britischer Jazzmusiker (Kontrabass)
- Logan, George (1753–1821), US-amerikanischer Politiker
- Logan, George Washington (1815–1889), US-amerikanischer Jurist und Politiker
- Logan, Gerald (1879–1951), englischer Hockeyspieler
- Logan, Giuseppi (1935–2020), US-amerikanischer Jazzmusiker
- Logan, Henry (1784–1866), US-amerikanischer Politiker
- Logan, Jacqueline (1901–1983), US-amerikanische Film- und Theaterschauspielerin
- Logan, James (1794–1872), schottischer Schriftsteller
- Logan, James (* 1933), kanadischer Eishockeyspieler
- Logan, James (* 1970), US-amerikanischer Schauspieler und Stuntman
- Logan, John (* 1961), US-amerikanischer Dramatiker und DrehbuchautorJohn Logan (* 1961)

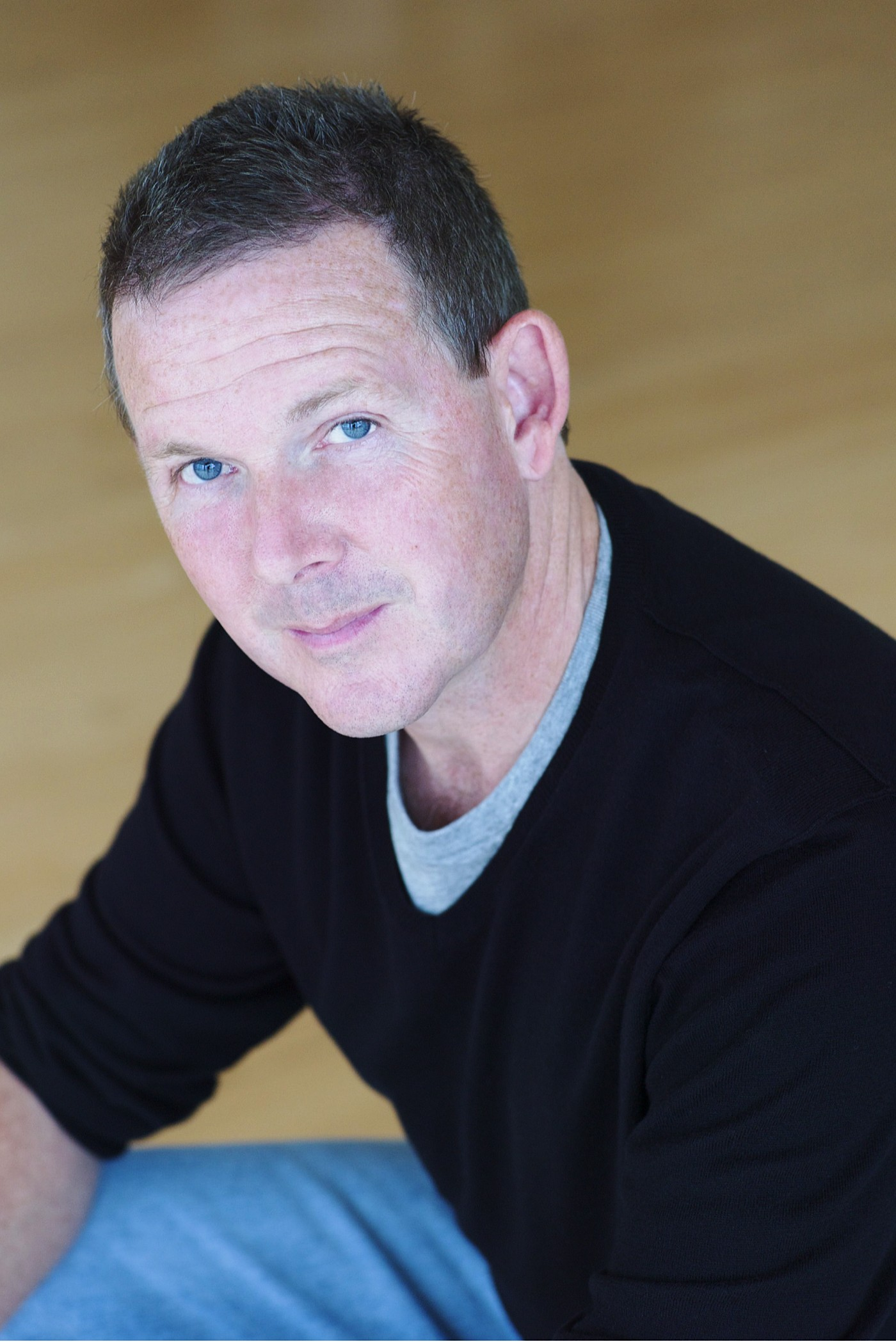
John Logan (* 1961)

- Logan, John A. (1826–1886), US-amerikanischer Generalmajor und Politiker
- Logan, Johnny (* 1954), irischer Sänger und Komponist
- Logan, Joshua (1908–1988), US-amerikanischer Film- und Theaterregisseur
- Logan, Jud (1959–2022), US-amerikanischer Hammerwerfer
- Logan, Karl (* 1965), US-amerikanischer Gitarrist
- Logan, Lara (* 1971), südafrikanische Fernseh- und Hörfunk-Journalistin und KriegsberichterstatterinLara Logan (* 1971)

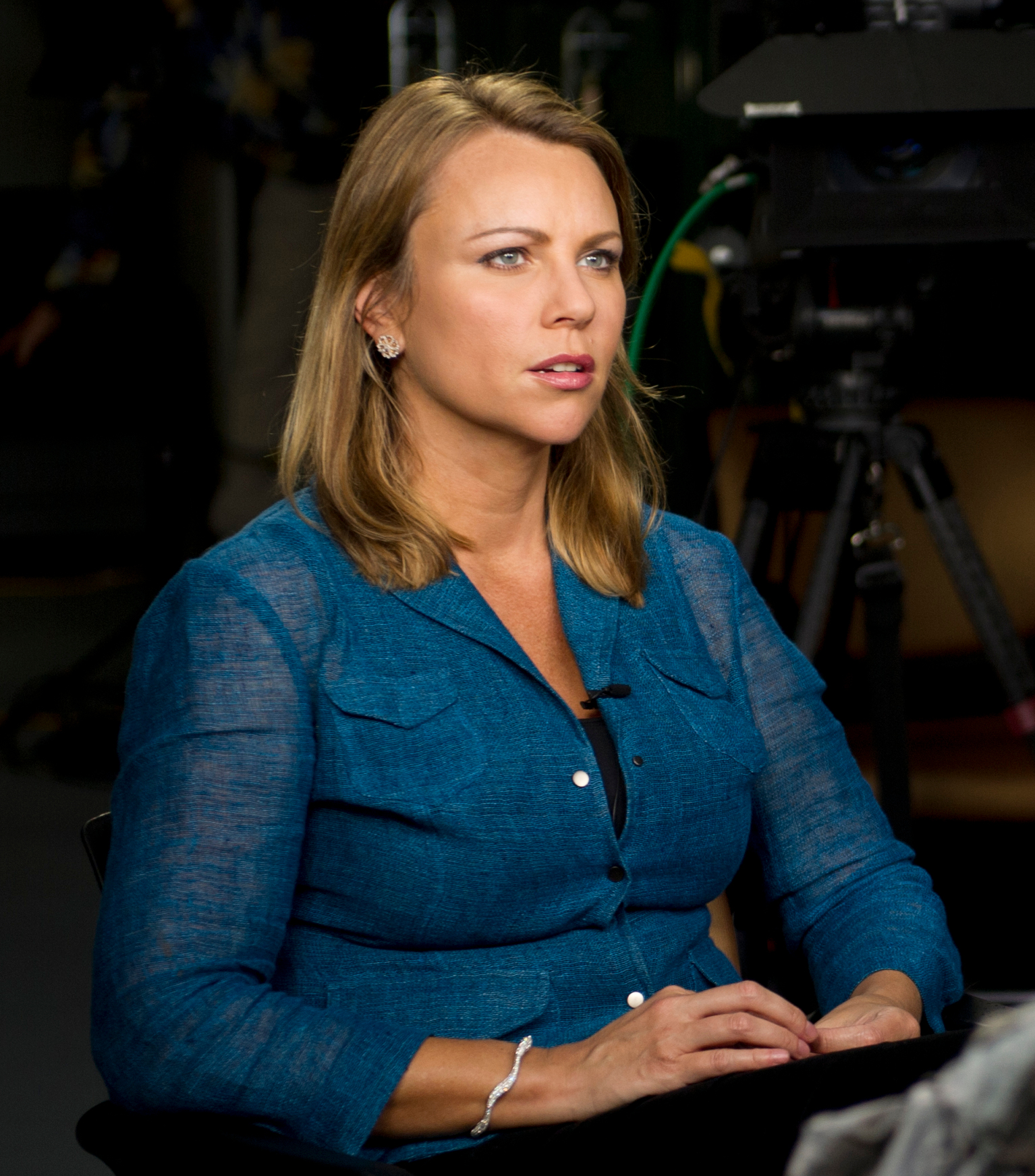
Lara Logan (* 1971)

- Logan, Martha Daniell (1704–1779), US-amerikanische Botanikerin und Autorin
- Logan, Marvel M. (1874–1939), US-amerikanischer Politiker
- Logan, Michael, Schriftsteller und Drehbuchautor
- Logan, Michael, US-amerikanischer Jazzmusiker
- Logan, Patrick († 1830), britischer Offizier, Kommandant einer Strafkolonie in Australien
- Logan, Paul (* 1973), US-amerikanischer Schauspieler, Stuntman, Filmproduzent und Model
- Logan, Phillip, nordirischer Politiker (DUP), Mitglied der Nordirlandversammlung
- Logan, Phyllis (* 1956), britische Schauspielerin
- Logan, Robert (1941–2024), US-amerikanischer Schauspieler
- Logan, Ryan (* 1994), US-amerikanischer Basketballspieler
- Logan, Samantha (* 1996), US-amerikanische Schauspielerin
- Logan, Sarah (* 1993), amerikanische Wrestlerin
- Logan, Shaleum (* 1988), englischer Fußballspieler
- Logan, Vincent (1941–2021), schottischer Geistlicher, römisch-katholischer Bischof von Dunkeld
- Logan, W. Turner (1874–1941), US-amerikanischer Politiker
- Logan, Wendell (1940–2010), US-amerikanischer Jazzmusiker, Komponist und Hochschullehrer
- Logan, William (1776–1822), US-amerikanischer Politiker
- Logan, William (1914–2002), US-amerikanischer Radrennfahrer
- Logan, William Edmond (1798–1875), kanadischer Geologe
- Logan, Willy (1907–1955), kanadischer Eisschnellläufer
- Logan, Winifred W. (1931–2010), britische Pflegetheoretikerin und Professorin
- Loganathan, G. V. (1956–2007), indisch-amerikanischer Bauingenieur
- Loganathan, Suriya (* 1990), indische Leichtathletin
- Logano, Joey (* 1990), US-amerikanischer NASCAR-RennfahrerJoey Logano (* 1990)

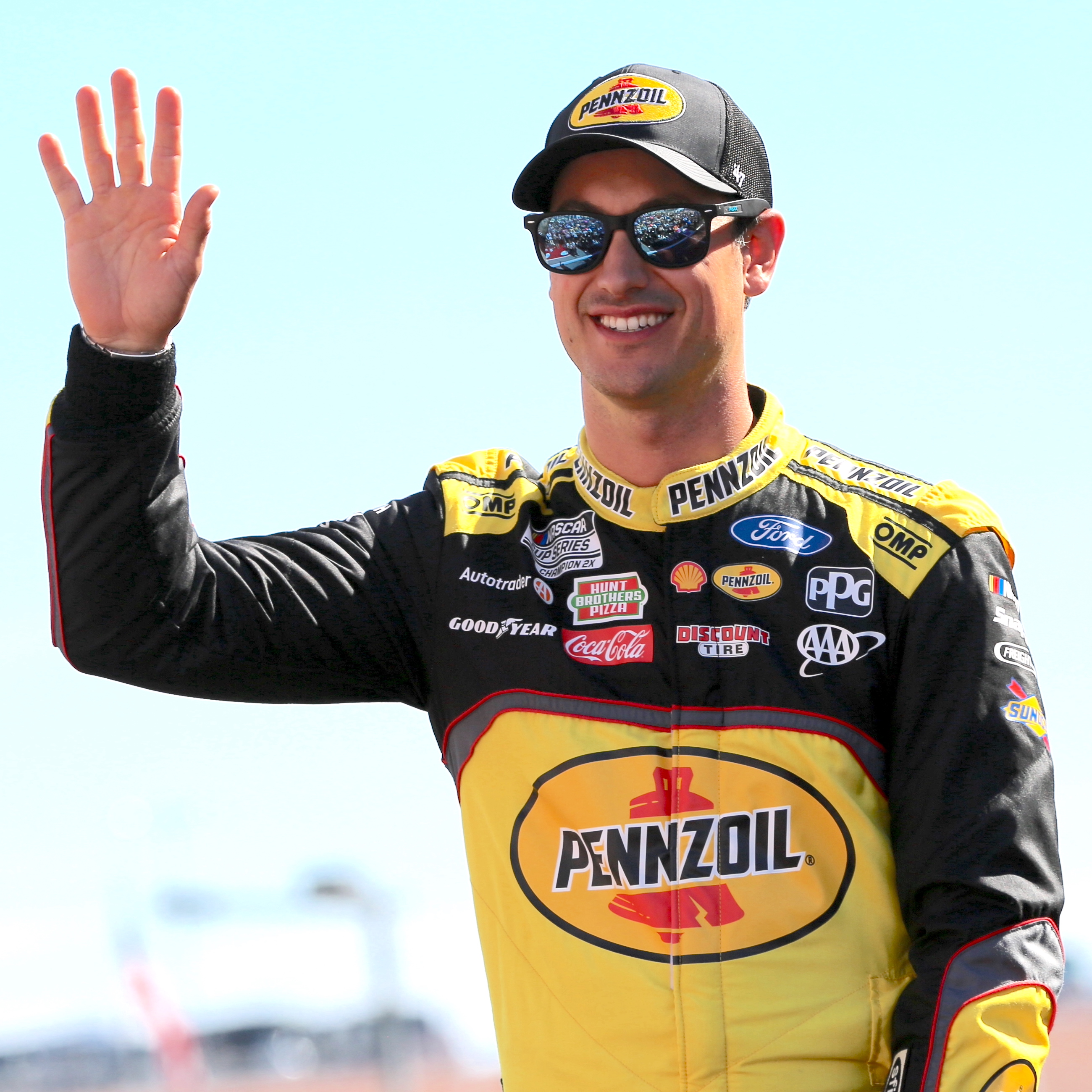
Joey Logano (* 1990)

- Loganowski, Alexander Wassiljewitsch (1810–1855), russischer Bildhauer und Hochschullehrer
- Logar, Anže (* 1976), slowenischer Politiker (SDS), Außenminister
- Logar, Eva (* 1991), slowenische Skispringerin
- Logari, Dorrai, afghanischer Folkloremusiker
- Logarzo, Chloe (* 1994), australische Fußballspielerin
- Logaschow, Arseni Maximowitsch (* 1991), russischer Fußballspieler
- Logau und Altendorff, Carl Christian Heinrich von (1735–1796), preußischer Landrat
- Logau und Altendorff, Heinrich Friedrich von (1697–1771), preußischer Landrat
- Logau, Friedrich von († 1655), deutscher Dichter
- Logau, Georg von († 1553), Humanist und Dichter
- Logau, Heinrich von († 1625), böhmischer Adliger, Landeshauptmann der Grafschaft Glatz, Großprior des Malteserordens

### Logb
- Logbo, Élysée (* 2004), französisch-ivorischer Fußballspieler

### Loge
- Loge, Stephan (* 1959), deutscher Politiker (SPD)
- Logelin, Mathias (1907–1999), luxemburgischer Kunstturner
- Logelin, Yolande (1923–2016), französische Tischtennisspielerin
- Logemann, Diederich (1872–1959), deutscher Landwirt und Politiker (DNVP), MdR, MdL
- Logemann, Frank (* 1967), deutscher Schauspieler und Musicaldarsteller
- Logemann, Fritz (1907–1993), deutscher Politiker (DP, FDP), MdL, MdB
- Logemann, Heinz (1907–1992), deutscher Architekt
- Logemann, Jan (* 1984), deutscher Zauberkünstler
- Logemann, Johann Heinrich Adolf (1892–1969), niederländischer Jurist, Hochschullehrer und Politiker (PvdA)
- Logemann, Karin (* 1961), deutsche Politikerin (SPD), MdL
- Löger, Hartwig (* 1965), österreichischer Manager und PolitikerHartwig Löger (* 1965)

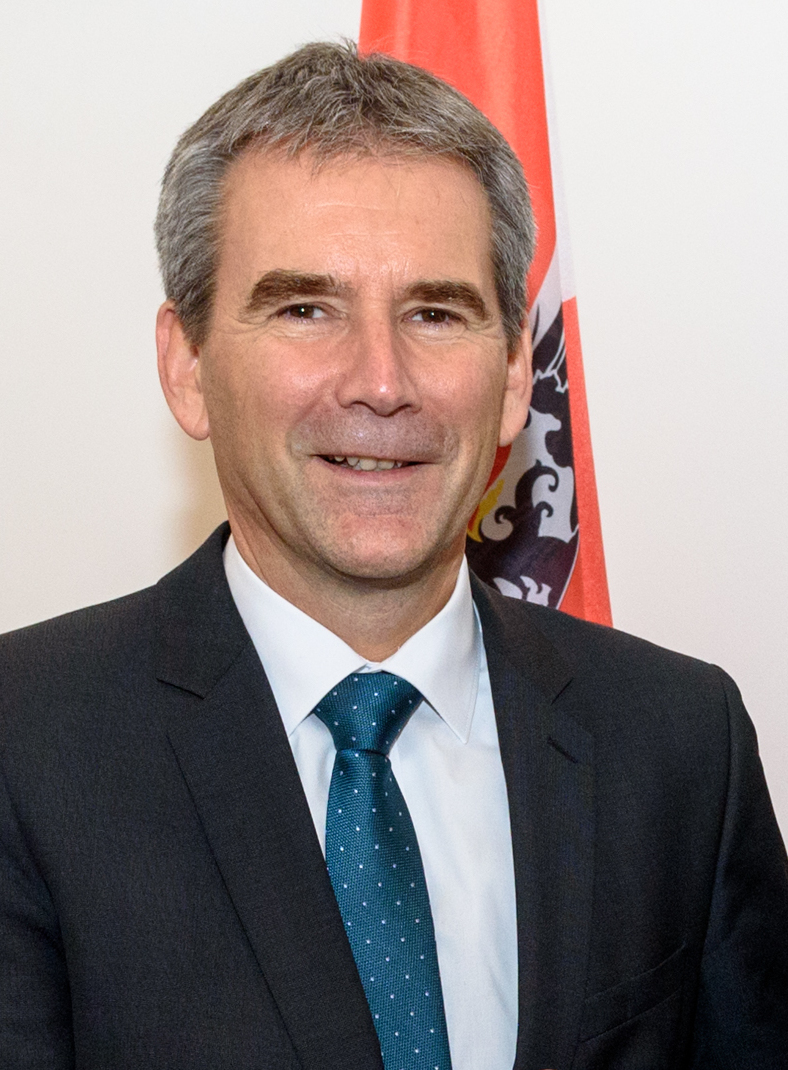
Hartwig Löger (* 1965)

- Logerot, François Auguste (1825–1913), französischer Militär und Politiker
- Loges, Carl (1887–1958), deutscher Sport- und Gymnastiklehrer
- Loges, Edda (1942–2025), deutsche Schauspielerin
- Loges, Gabriele (* 1957), deutsche Schriftstellerin, Lyrikerin, Journalistin
- Loges, Gustav (1854–1919), deutscher Agrikulturchemiker
- Loges, Heinrich (1843–1885), deutscher Buchhändler und sozialdemokratischer Zeitungsredakteur zur Zeit der Sozialistenverfolgung
- Logeswaran, Akilnathan (* 1988), deutscher Aktivist

### Logg
- Logg, Charles (* 1931), US-amerikanischer Ruderer
- Logge, Thorsten (* 1974), deutscher Historiker
- Loggem, Manuel van (1916–1998), niederländischer Schriftsteller
- Loggere, Dick (1921–2014), niederländischer Hockeyspieler
- Loggia, Robert (1930–2015), US-amerikanischer SchauspielerRobert Loggia (1930–2015)

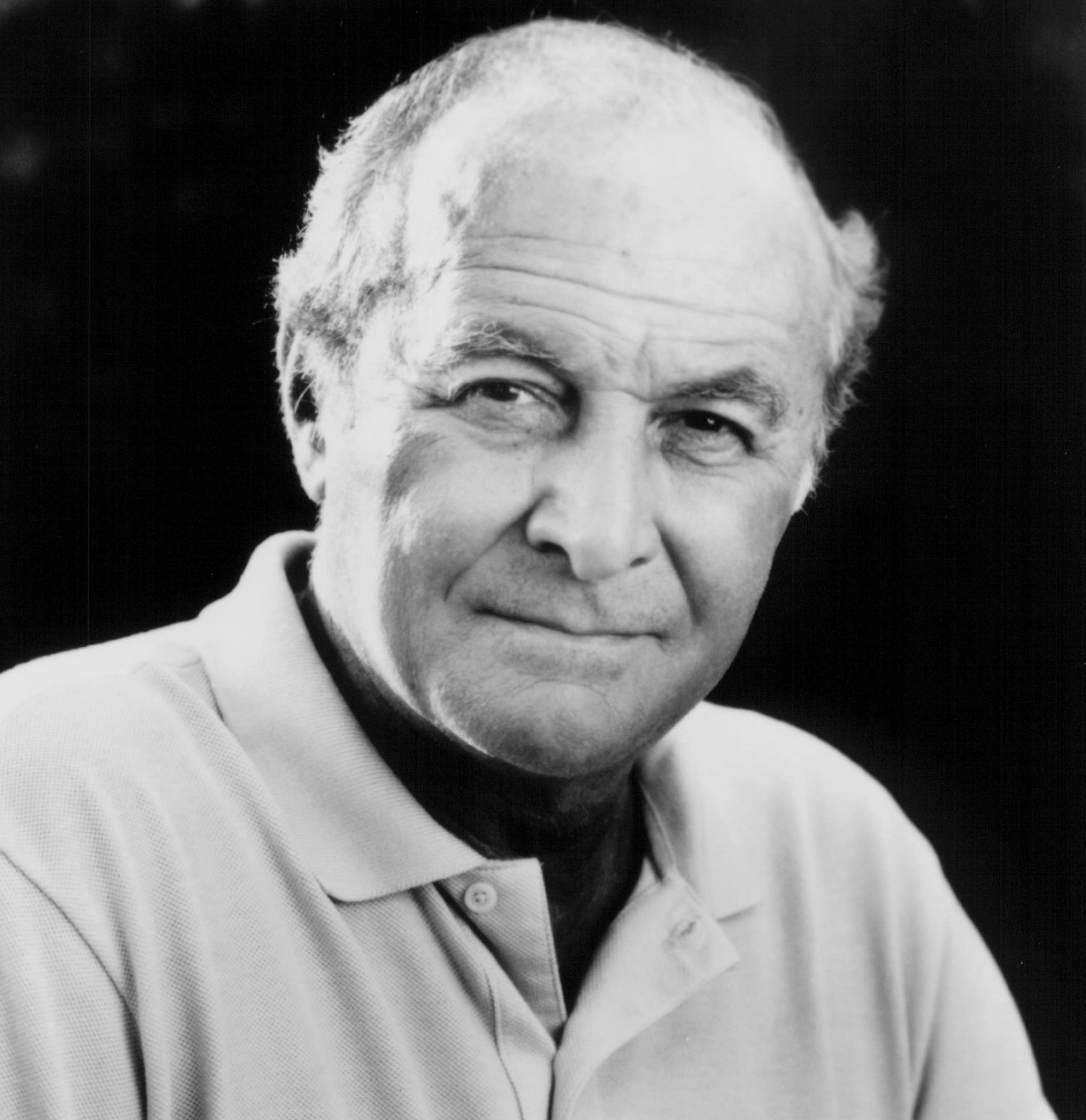
Robert Loggia (1930–2015)

- Loggins, Kenny (* 1948), US-amerikanischer Sänger, Gitarrist und Songwriter

### Logh
- Loghin, Irina (* 1939), rumänische Sängerin und Politikerin
- Loghin, Mihaela (* 1952), rumänische Kugelstoßerin

### Logi
- Logi Einarsson (* 1964), isländischer Architekt und Politiker (Allianz)
- Logi Geirsson (* 1982), isländischer Handballspieler
- Logi Gunnarsson (* 1963), isländischer Philosoph und Hochschullehrer
- Logi Gunnarsson (* 1981), isländischer Basketballspieler
- Logic (* 1990), US-amerikanischer Rapper
- Logic, Lora (* 1960), britische Saxophonspielerin und Sängerin
- Logie, Jan (* 1969), neuseeländische Politikerin
- Logie, Jimmy (1919–1984), schottischer Fußballspieler und -trainer
- Logier, Johann Bernhard (1777–1846), deutscher Pianist, Komponist und Musikpädagoge
- Logiest, Félix (* 1895), belgischer Turner
- Logiest, Guillaume (1912–1991), belgischer Militär-Resident in Ruanda und dortiger Hoher Repräsentant Belgiens
- Logigan, Lucian (* 1987), rumänischer Cyclocross- und Mountainbikefahrer
- Loginov, Alexei (* 1993), russisch-niederländischer Eishockeyspieler
- Loginov, Andrei (* 1975), belarussischer Photokünstler
- Loginov, Vladislav (* 1995), ukrainisch-israelischer Radsportler
- Loginow, Alexander Jurjewitsch (* 1987), russischer Eishockeyspieler
- Loginow, Alexander Wiktorowitsch (* 1992), russischer Biathlet
- Loginow, Andrei Sergejewitsch (* 1972), russischer Mittelstreckenläufer
- Loginow, Dmitri Alexejewitsch (* 2000), russischer Snowboarder
- Loginow, Swjatoslaw Wladimirowitsch (* 1951), russischer Fantasy- und Science-Fiction-Autor, Mitgründer der russischen Fantasy
- Loginow, Wadim Petrowitsch (1927–2016), sowjetischer Politiker (KPdSU) und Diplomat
- Loginow, Waleri Alexandrowitsch (* 1955), russischer Schachmeister
- Loginow, Wladimir Wjatscheslawowitsch (* 1981), russischer Eishockeyspieler
- Loginowski, Wladimir (* 1985), kasachischer Fußballtorwart
- Logins, Greg Jr (* 1988), amerikanischer Basketballspieler
- Logins, Vadims (* 1981), lettischer Fußballspieler

### Logl
- Lögler, Benedikt (1790–1820), deutscher Pfarrer, Autor und Dramatiker
- Logli, Nedo (1923–2014), italienischer Radrennfahrer
- Loglo, Komlavi (* 1984), togoischer Tennisspieler

### Logn
- Lognay, Émile (1930–2008), französischer Radrennfahrer

### Logo
- Logofet, Gennadi Olegowitsch (1942–2011), russischer Fußballspieler
- Logologo, Matthias (* 2002), amerikanisch-samoanischer Fußballspieler
- Logoreci, Marie (1920–1988), albanische Film- und Theaterschauspielerin und Sängerin
- Logoschan von Karánsebes, Nikolaus (1854–1927), österreich-ungarischer Generalmajor, danach rumänischer Divisionsgeneral und Erfinder
- Łogosz, Michał (* 1977), polnischer Badmintonspieler
- Logotheti, Ellie (* 2002), griechische Tennisspielerin
- Logothetis, Anestis (1921–1994), österreichischer Komponist
- Logothetis, Dimitri, US-amerikanischer Schauspieler, Regisseur und Filmproduzent
- Logothetis, Ioannis († 1826), griechischer Kaufmann, Freiheitskämpfer während der Griechischen Revolution und ein bedeutender Kotzabaside
- Logothetis, Lykourgos (1772–1850), griechischer Militär, Politiker und Freiheitskämpfer
- Logothetis, Nikos (* 1950), griechischer Neurobiologe
- Logothetopoulos, Konstantinos (1878–1961), griechischer Politiker und Ministerpräsident
- Logothetti, Hugo II. (1852–1918), österreichisch-ungarischer Diplomat
- Logothetti, Wladimir (1822–1892), mährisch-österreichischer Offizier und Politiker

### Logr
- LoGrasso, Vito (* 1969), US-amerikanischer Wrestler
- Logroscino, Nicola Bonifacio (* 1698), italienischer Komponist und Kapellmeister

### Logs
- Logsch, Hermann (1909–2007), deutscher Oberst und Fernmeldetechniker
- Logsch, Romy (* 1982), deutsche Bobfahrerin
- Logsdail, William (1859–1944), englischer Landschafts-, Porträt- und Genremaler
- Logsdon, Jimmie (1922–2001), US-amerikanischer Country- und Rockabilly-Musiker
- Logsdon, Kent, US-amerikanischer Regierungsbeamter und Diplomat
- Logsdon, Mayme (1881–1967), US-amerikanische Mathematikerin und Hochschullehrerin
- Løgstrup, Knud Ejler (1905–1981), dänischer Philosoph, Theologe und Hochschullehrer

### Logu
- Logua, Irakli Genowitsch (* 1991), russisch-abchasischer Fußballspieler
- Logue, Christopher (1926–2011), britischer Dichter
- Logue, Donal (* 1966), kanadischer Schauspieler
- Logue, James Washington (1863–1925), US-amerikanischer Politiker
- Logue, Joan (* 1942), US-amerikanische Pionierin der Videokunst
- Logue, John A. (1947–2009), US-amerikanischer Politikwissenschaftler und Hochschullehrer
- Logue, Lionel (1880–1953), australischer SprachtherapeutLionel Logue (1880–1953)

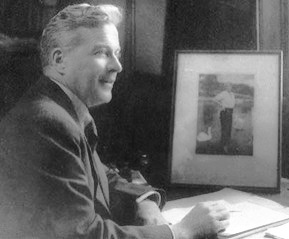
Lionel Logue (1880–1953)

- Logue, Michael (1840–1924), katholischer Theologe und Kardinal
- Logunov, Artur (* 1990), ukrainischer Schauspieler, Sänger und Tänzer
- Logunow, Alexander Andrejewitsch (* 1989), russischer Mathematiker
- Logunow, Anatoli Alexejewitsch (1926–2015), russischer theoretischer Physiker
- Logunow, Wiktor Alexejewitsch (1944–2022), sowjetischer Radrennfahrer
- Logunowa, Tatjana Jurjewna (* 1980), russische Degenfechterin und Olympiasiegerin

### Logw
- Logwin, Tatjana (* 1974), österreichische Handballspielerin und -trainerin
- Logwinenko, Juri (* 1988), kasachischer Fußballspieler
- Logwinenko, Marina Wiktorowna (* 1961), russische Sportschützin